# کتیج
کتیج( به بلوچی : کُتیچ)، شهری در بخش کتیج شهرستان فنوج در استان سیستان و بلوچستان ایران است. این بخش کتیج شهر مرکز است.

## معرفی و موقعیت جغرافیایی
کتیج یکی از بخشهای شهرستان فنوج می‌باشد که درجنوب غربی استان سیستان و بلوچستان واقع شده‌است. این شهر در ۴۵ کیلومتری شهرستان فنوج، ۲۵۰ کیلومتری شهرستان ایرانشهر و ۲۰۰ کیلومتری شهرستان نیکشهر قراردارد. از نظر موقعیت جغرافیایی وتقسیمات سیاسی نیز بخش کتیج از شمال به جلگه چاه هاشم) شهرستان دلگان (واز جنوب به کوه‌های بشاگرد) استان هرمزگان (از شرق به شهرستان فنوج و از غرب به استان کرمان و شهرستان قلعه گنج محدود می‌شود. از نظر موقعیت ریاضی) مختصات (در ۹۵ درجه و ۳۸ دقیقه طول شرقی و ۲۶ درجه و ۳۵ دقیقه عرض شمالی واقع شده‌است و ارتفاع آن از سطح دریا ۱۸۵ متر می‌باشد.
درسال ۱۳۶۸ به عنوان مرکز دهستان معرفی شد و در تاریخ ۱۳ تیر ۱۳۹۲ به مرکز بخش ارتقا یافت. پرجمعیت‌ترین بخش شهرستان فنوج با ۴۲۰۰ نفر جمعیت در مرکز بخش و ۱۳۵۰۰ نفر جمعیت درکل بخش با احتساب روستاهای اغماری، پرتراکم‌ترین نقطه بخش نیز محسوب میشودو تعداد کل روستاهای بخش ۱۳۳ روستا می‌باشد که ۷۱ روستای آن داری سکنه هستند. روستای محترم آباد بزرگترین روستای این بخش است. کتیج با بافت شهری آن به صورت تیپ جلگه ای کوهستانی به شکل متمرکز است، درحال حاضر توسعهٔ آن بصورت خطی درحاشیه جاده اصلی وحولسایرمحورهای ارتباطی درون‌شهری صورت می‌گیرد 
کتیج در سال ۱۳۶۹ با ارتقا نیکشهر به شهرستان به عنوان مرکز دهستان شناخته شد و در ۱۳ تیر ۱۳۹۳ شهرستان شدن فنوج به مرکز بخش ارتقا یافت.
در ۱۶ تیر ۱۳۹۷ با تأیید وزارت کشور، به شهر ارتقا یافت.
کتیج دارای بافت شهری به صورت تیپ جلگه ای کوهستانی به شکل متمرکز است و درحال حاضر توسعه آن به صورت خطی درحاشیه جاده اصلی وحول سایر راه‌های ارتباطی درون شهر صورت می‌گیرد. این شهر از لحاظ گردشگری پتانسیل قوی ای دارد وحاذبه‌های گردشگری فراوانی را در خود جای داده‌است

## وجه تسمیه و تاریخ
کلمه کتیج (cottage) کلبه جنگلی، خانه ویلایی و کمربند سبز یک کلمهٔ پرتغالی می‌باشد که در لغت به معنای امتداد سرسبز و مکان پرآب است و در قدیم
به نام پشته زمین نیز شناخته می‌شده‌است. طبق اطلاعات موجود احتمال دارد زمانی که پرتغالی‌ها به قسمت‌های چابهار و این مناطق حمله کرده‌اند اسم این منطقه را کتیج نام‌گزاری کرده‌اند.
کتیج به لحاظ همجواری بااستان کرمان دروازه ورود تمدن جیرفت به بلوچستان هم نامیده می‌شود که دارای قدمتی طولانی پیش از دوره اشکانیان می‌باشد لازم به ذکراست که آثار باستانی مربوط به دوره اشکانیان در اداره میراث فرهنگی نیکشهر و اداره کل میراث فرهنگی استان نگهداری می‌شود و بنا به گفته اهالی شهر قدمت مسجدجامع قدیم آن حدود۲۵۰تا۳۰۰ سال می‌باشد که حکایت از برگزاری نماز جمعه ۲۵۰ساله دارد. ساختمان و معماری آن قدیمی و از گل و خشت ساخته شده‌است.
طوایف و فامیل های بخش مذکور شامل قاضی (عمدتا در کتیج و محترم آباد)، بارانی(کتیج و محترم آباد) ،نارویی(آب انبار،کتیج،بیرمین و محترم آباد)، هوت لاچیبگی و هوت رضایی (ذرتی و گسپردن)،روشن رای (کتیج)، (رئیسی، کتیج،محترم آباد)، میر(مدانچ،محترم آباد)، بلوچ (کمشهر ٫ میخان و دلکک)، اربابی (گیران، محترم‌ آباد و گسپردن)، شهنویی(هیکان)، چاکری و درزاده (کتیج،محترم آباد،بیرمین ،ریتک و سفیدکوه ذرتی) را میتوان نام برد.
گفتمش من به کتیج و دل و دینم آنجا گفت آنجا که تویی دار وفاق است امروز

## کشاورزی و دامداری
از جمله محصولات کشاورزی نیز می‌توان به گونه‌های مختلف خرما، انواع مرکبات، انگور، انار و همچنین محصولات زراعی نظیر یونجه، انواع حبوبات، تنباکو و… اشاره نمود. همچنین چندگونه گیاهی منحصر به فرد نیز در شهرستان فنوج وجود دارد:
1. آلوئه‌ورا یا صبر زرد طبی (شگلم) که دومین محصول پرفروش در جهان می‌باشد.
2. درخت گز روغن که به معجزه عالم گیاهی معروف بوده و در ارتفاعات و بر روی صخره‌ها رشد می‌کند.
3. بنه یاپسته کوهی
4. پرورش گاو، گوسفند

## محوطه دمبان کتیج
این محوطه در قسمت جنوب کتیج واقع است که از طرف شمال به کوه‌های جنوب کتیج و از طرف غرب به رودخانه 'بورور'، از جانب شرقی به راه ارتباطی کتیج به 'گیران' محدود است.
دمب‌های این محوطه تمام تخریب شدند حتی یک نمونه سالم نیز مشاهده نشده‌است، در کنار دمب‌ها قطعه‌های سفالی از نوع سفالهای قرمز رنگ ساده و منقوش چرخ ساز وجود دارد که مزین به نقوش هندسی هستند.
در قسمت غربی محوطه آثاری از سفالهای دوران اسلامی دیده می‌شود که از نوع سفالهای قرمز رنگ لعاب دار با لعابهای سبز و زرد هست.

## محوطه باستانی کتیج
محوطه باستانی کتیج مربوط به دوره اشکانیان است و در شهرستان فنوج، بخش کتیج واقع شده و این اثر در تاریخ ۰۷ مهر ۱۳۸۱ با شمارهٔ ثبت ۶۴۷۶ به‌عنوان یکی از آثار ملی ایران به ثبت رسیده‌است

سرزمین استخر های طبیعی
منطقه کتیج با داشتن رودخانه های فصلی زیادی که شکل گیری تمامی روستاها و شهر های آن در کنار این رودخانه بوده و تقریبا در مکانی به اسم گروک که در نزدیک روستایی به نام زبرنگ در غربی ترین نقطه این بخش قرار دارد ودر مرز همسایگی با شهرستان دلگان و دهستان اسفند قرار دارد به هم می پیوندند و در این مکان همیشه استخر های طبیعی عمیقی گاهن به عمق 10 متر و طول بیش از 30 متر وجود دارد که از چشمه های رودخانه هایی که در این مکان به هم میپیوندند تامین آب میشوند

## جمعیت
بر پایه سرشماری عمومی نفوس و مسکن در سال 1403 جمعیت این مکان 5٬361 نفر (1078 خانوار) بوده‌است.

## تصاویر ماهواره‌ای
تصویر کتیج و نخلستان‌های کتیج در روی گوگل مپ
تصویر ماهواره‌ای کتیج بر روی ویکی مپیا